# Grupul Bilderberg

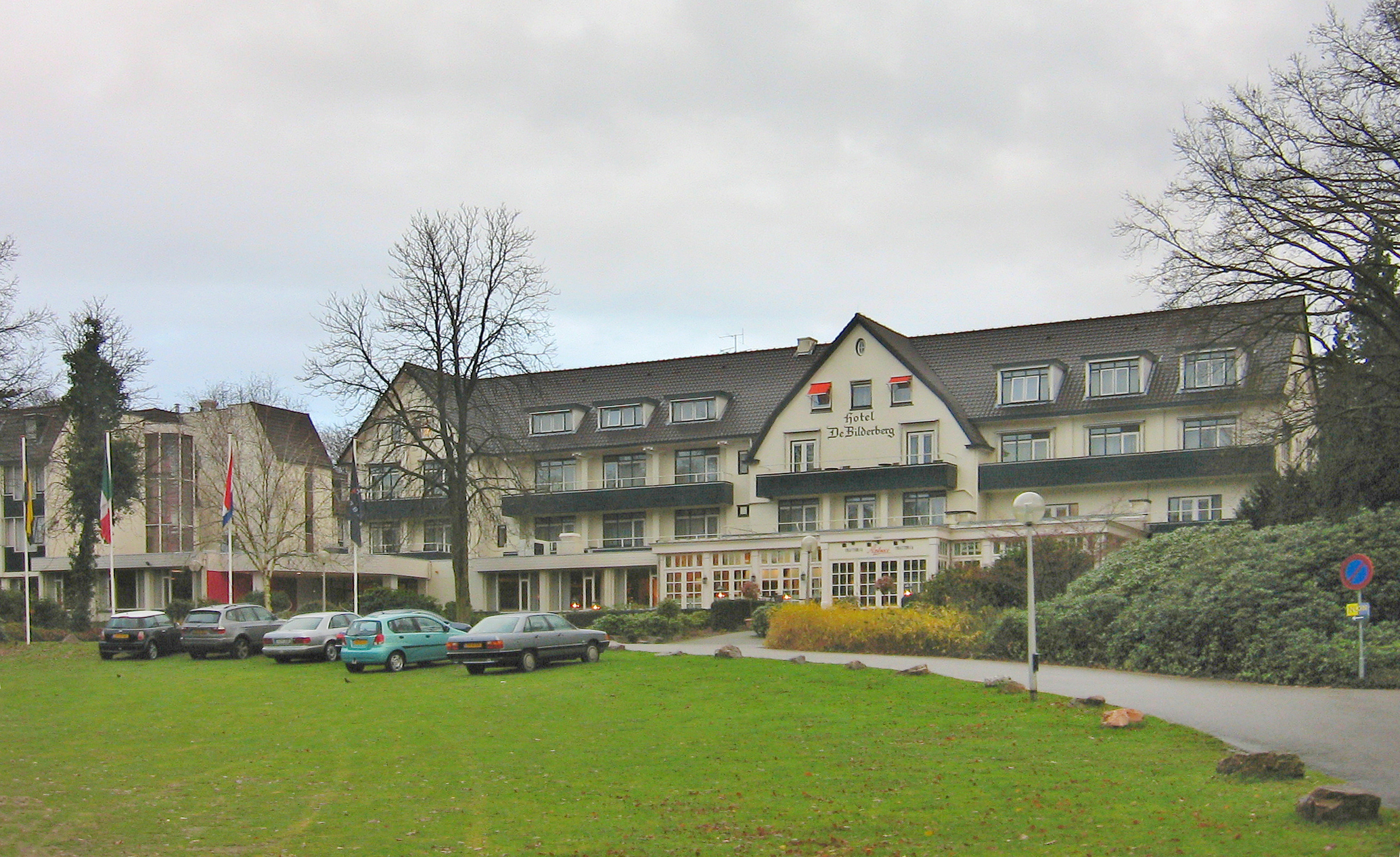
Hotelul Bilderberg, scena primei conferințe din 1954

Grupul Bilderberg, organizat în 1952 și numit astfel după hotelul în care a avut loc prima lor întâlnire secretă, în 1954. Cel care a organizat Grupul Bilderberg, este prințul Bernhard de Lippe-Biesterfeld de Olanda.  Grupul Bilderberg împreună cu Consiliul pentru Relații Externe, a condus la crearea Comisiei Trilaterale.
Istoria Clubului Bilderberg începe după cel de-al doilea război mondial. Prima reuniune oficială a avut loc în luna mai 1954, în localitatea olandeză Oosterbeek. Atunci s-a împrumutat numele Hotelului Bilderberg, amfitrionul întânirii, al cărui proprietar era Prințul Bernhard, tatăl fostei Regine Beatrix a Olandei. 
Grupul Bilderberg este o organizație cu agendă globalistă, ce include lideri politici din lumea occidentală, oameni de afaceri și academicieni.
Reuniunile au loc anual, începând din 1954.
Fondatorii grupului au fost magnații David Rockefeller și familia de bancheri Rothschild.
Grupul este puternic exclusivist și se reunește anual pentru a promova o apropiere între Europa și Statele Unite ale Americii.
Organizația are o agendă globalistă și afirmă că noțiunea de suveranitate națională este depășită.
Din cauza caracterului secret al întâlnirilor și a refuzului de a emite comunicate de presă, grupul a fost acuzat adesea de comploturi la nivel mondial.
Grupul nu are pagină de internet și nicio întâlnire nu este înregistrată.
Din Grupul Bilderberg fac parte cam 180 de personalități politice, culturale, economice, universitare, ce se întrunesc în fiecare an în luna mai, alternativ în Europa și America, în aproape 50 de țări.
Grupul a fost suspectat că pe agenda întâlnirii din anul 2010 s-ar fi aflat un potențial atac asupra Iranului și viitorul colaps al monedei euro.
După colapsul monedei euro, soluția salvatoare pentru ieșirea din criză ar fi impulsionarea apariției unei monede mondiale, emisă de o bancă centrală globală.
Aceasta s-ar traduce prin încercarea de a face din FMI un fel de Trezorerie mondială, sub egida ONU.
Jurnalistul rus Daniel Estulin este unul dintre „vânătorii” grupului Bilderberg.
Cărțile lui Estulin, „Adevărata poveste a Grupului Bilderberg" și „Stăpânii din umbră”, s-au vândut în milioane de exemplare fiind traduse în peste 50 de limbi.

## Organizare
Grupul Bilderberg este structurat pe trei niveluri :
- Cercul exterior care este foarte extins; peste 80% din participanții la reuniuni fac parte din cercul exterior și nu cunosc decât o parte din strategiile și scopurile reale ale organizației

- Comitetul director, este mult mai restrâns. Acest nivel este alcătuit din aproximativ 35 de membri, exclusiv europeni și americani. Aceștia cunosc în proporție de 90% obiectivele și strategia grupului. Membrii americani ai acestui nivel sunt de asemenea și membri în CRE – Consiliul pentru Relații Externe

- Comitetul Consultativ Bilderberg, nucleul grupării. Este alcătuit din 12 membri, singurii care cunosc în totalitate strategiile și scopurile reale ale organizației

## Întâlnirile anuale ale grupului
- 1954 (Mai 29-31): Hotel Bilderberg, Oosterbeek, Olanda
- 1955 (Martie 18-20): Hotel Du Bas-Breau, Barbizon, Franța
- 1955 (Septembrie 23-25): Grand Hotel Sonnenbichl, Garmisch-Partenkirchen, Germania
- 1956 (Mai 11-13): Hotel Store Kro, Fredensborg, Danemarca
- 1957 (Februarie 15-17): King and Prince Hotel, St. Simons Island, Georgia, S.U.A.
- 1957 (Octombrie 4-6): Grand Hotel Palazzo della Fonte, Fiuggi, Italia
- 1958 (Septembrie 13-15): Palace Hotel, Buxton, Marea Britanie
- 1959 (Septembrie 18-20): Çinar Hotel, Yeșilköy, Istanbul, Turcia
- 1960 (Mai 28-29): Palace Hotel, Bürgenstock, Nidwalden, Elveția
- 1961 (Aprilie 21-23): Manoir St. Castin, Lac-Beauport, Quebec, Canada
- 1962 (Mai 18-20): Grand Hotel Saltsjöbaden, Saltsjöbaden, Suedia
- 1963 (Mai 29-31), Cannes, Franța
- 1964 (Martie 20-22): Williamsburg, Virginia, S.U.A.
- 1965 (Aprilie 2-4): Villa d’Este, Cernobbio, Italia
- 1966 (Martie 25-27): Nassauer Hof Hotel, Wiesbaden, Germania
- 1967 (Martie 31-Aprilie 2): Cambridge, Marea Britanie
- 1968 (Aprilie 26-28): Mont Tremblant, Quebec, Canada
- 1969 (Mai 9-11): Hotel Marienlyst, Helsingør, Danemarca
- 1970 (Aprilie 17-19): Grand Hotel Quellenhof, Bad Ragaz, Elveția
- 1971 (Aprilie 23-25): Woodstock Inn, Woodstock, Vermont, S.U.A.
- 1972 (Aprilie 21-23): La Reserve di Knokke-Heist, Knokke, Belgia
- 1973 (Mai 11-13): Grand Hotel, Saltsjöbaden, Suedia
- 1974 (Aprilie 19-21): Hotel Mont d’Arbois, Megeve, Franța
- 1975 (Aprilie 22-24): Golden Dolphin Hotel, Çeșme, İzmir, Turcia
- 1977 (Aprilie 22-24): Paramount Imperial Hotel, Torquay, Marea Britanie
- 1978 (Aprilie 21-23): Chauncey Conference Center, Princeton, New Jersey, S.U.A.
- 1979 (Aprilie 27-29): Grand Hotel Sauerhof, Baden be Wien, Austria
- 1980 (Aprilie 18-20): Dorint Sofitel Quellenhof, Aachen, Germania
- 1981 (Mai 15-17): Palace Hotel, Bürgenstock, Nidwalden, Elveția
- 1982 (Mai 14-16): Rica Park Hotel, Sandefjord, Norvegia
- 1983 (Mai 13-15): Château Montebello, Montebello, Quebec, Canada
- 1984 (Mai 11-13): Grand Hotel, Saltsjöbaden, Suedia
- 1985 (Mai 10-12): Doral Arrowwood Hotel, Rye Brook, New York, S.U.A.
- 1986 (Aprilie 25-27): Gleneagles Hotel, Gleneagles, Auchterarder, Marea Britanie
- 1987 (Aprilie 24-26): Villa d’Este, Cernobbio, Italia
- 1988 (Iunie 3-5): Interalpen-Hotel Tyrol, Telfs-Buchen, Austria
- 1989 (Mai 12-14): Gran Hotel de La Toja, Isla de La Toja, Spania
- 1990 (Mai 11-13): Harrison Conference Center, Glen Cove, New York, S.U.A.
- 1991 (Iunie 6-9): Steigenberger Badischer Hof Hotel, Baden-Baden, Germania
- 1992 (Mai 21-24): Royal Club Evian Hotel, Évian-les-Bains, Franța
- 1993 (Aprilie 22-25): Nafsika Astir Palace Hotel, Vouliagmeni, Grecia
- 1994 (Iunie 2-5): Kalastajatorppa Hotel, Helsinki, Finlanda
- 1995 (Iunie 8-11): Palace Hotel, Bürgenstock, Nidwalden, Elveția
- 1996 (Mai 30-Iunie 2): CIBC Leadership Centre, King City, Ontario, Canada
- 1997 (Iunie 12-15): Pine Isle resort, Lake Lanier, Georgia, S.U.A.
- 1998 (Mai 14-17): Turnberry Hotel, Turnberry, Marea Britanie
- 1999 (Iunie 3-6): Caesar Park Hotel Penha Longa, Sintra, Portugalia
- 2000 (Iunie 1-4): Chateau Du Lac Hotel, Bruxelles, Belgia
- 2001 (Mai 24-27): Hotel Stenungsbaden, Stenungsund, Suedia
- 2002 (Mai 30-June 2): Westfields Marriott, Chantilly, Virginia, S.U.A.
- 2003 (Mai 15-18): Trianon Palace Hotel, Versailles, Franța
- 2004 (Iunie 3-6): Grand Hotel des Iles Borromees, Stresa, Italia
- 2005 (Mai 5-8): Dorint Sofitel Seehotel Überfahrt, Rottach-Egern, Germania
- 2006 (Iunie 8-11): Brookstreet Hotel, Kanata, Ottawa, Ontario, Canada
- 2007 (Mai 31 – June 3): Ritz-Carlton Hotel, Șișli, Istanbul, Turcia
- 2008 (Iunie 5-8): Westfields Marriott, Chantilly, Virginia, S.U.A.
- 2009 (Mai 14-16): Astir Palace, Atena, Grecia
- 2010 (Mai 6-10): Dublin, Ireanda, (Iunie 3-6) Sitges, Spania
- 2010 (Iunie 3-6): Sitges, Spania
- 2011 (Iunie 9-12): St Moritz, Elveția
- 2012 (3 iunie): Chantilly, Virginia, SUA (A 60-a reuniune a Grupului Bilderberg Arhivat în 4 iunie 2012, la Wayback Machine.)
- 2013 (June 6-9) Grove Hotel , Watford /United Kingdom
- 2014 (May 29-June 1) Copenhagen / Danmark
- 2015 (June 11-14) Telfs-Buchen / Austria
- 2016 (June 9-12) Dresden, Germany
- 2017 (June 1-4 ) Chantilly VA, USA
- 2018 (June 7-10 ) Turin, Italy

Întrunirea din anul 1976 a fost stabilită în luna Aprilie la The Homestead, în Hot Springs, Virginia, S.U.A., dar nu a avut loc.